# Дритхельм
Дритхельм (англ. Drithelm; ум. ок. 700) — отшельник из шотландского города Мелроуз, святой Католической церкви, память 17 августа, 1 сентября.
Св. Дритхельм родился в Нортумбрии. Согласно Беде Достопочтенному, ужаснувшись видения ада, св. Дритхельм оставил мир и стал вести отшельническую жизнь в келии под окормлением монахов из аббатства Мелроу, Шотландия.